# Douglas Coutinho
Douglas Coutinho Gomes de Souza (Volta Redonda, 8 februari 1994) - voetbalnaam Douglas Coutinho - is een Braziliaans voetballer die bij voorkeur als aanvaller speelt. Hij speelt bij Atlético Paranaense.

## Clubcarrière
Douglas Coutinho werd geboren in Volta Redonda. Hij komt uit de jeugdopleiding van Atlético Paranaense. Op 29 mei 2012 vierde hij zijn debuut in de Braziliaanse Série A in de thuiswedstrijd tegen zijn ex-club Cruzeiro. Hij mocht in de tweede helft invallen en kon zijn niet team niet verder helpen dan een 2-2 gelijkspel. Op 22 mei 2014 scoorde hij zijn eerste doelpunt in de Série A tegen SC Corinthians.

## Statistieken
| Seizoen | Club                | Competitie | Wedstrijden | Doelpunten |
| ------- | ------------------- | ---------- | ----------- | ---------- |
| 2013    | Atlético Paranaense | Série A    | 7           | 0          |
| 2014    | Atlético Paranaense | Série A    | 25          | 7          |